# Benkhelil
Benkhelil là một đô thị thuộc tỉnh Blida, Algérie. Dân số thời điểm năm 2002 là 22.361 người.